# Айгепат
Айгепат (вірм. Այգեպատ) — село в марзі Арарат, у центрі Вірменії. Село розташоване за 6 км на схід від міста Арташата, за 3 км на схід від села Шаумян, за 1 км на захід від села Айгезард, за 4 км на південь від села Верін Арташат та 4 км на південний схід від села Востан.